# 8320 van Zee
8320 van Zee è un asteroide della fascia principale. Scoperto nel 1955, presenta un'orbita caratterizzata da un semiasse maggiore pari a 2,4311272 UA e da un'eccentricità di 0,1941734, inclinata di 2,43109° rispetto all'eclittica.